# Copa Faulcombridge Open Ciudad de València 2023
Il Copa Faulcombridge Open Ciudad de València 2023 è stato un torneo maschile di tennis professionistico giocato sulla terra rossa. È stata la 2ª edizione del torneo, facente parte della categoria Challenger 100 nell'ambito dell'ATP Challenger Tour 2023. Si è giocato al Club de Tenis Valencia di Valencia, in Spagna, dal 20 al 26 novembre 2023.

## Partecipanti

### Teste di serie
| Nazionalità | Giocatore               | Ranking* | Testa di serie |
| ----------- | ----------------------- | -------- | -------------- |
| Spagna      | Roberto Bautista Agut   | 62       | 1              |
| Spagna      | Bernabé Zapata Miralles | 83       | 2              |
| Spagna      | Albert Ramos Viñolas    | 94       | 3              |
| Germania    | Maximilian Marterer     | 100      | 4              |
| Francia     | Hugo Gaston             | 101      | 5              |
| Slovacchia  | Alex Molčan             | 114      | 6              |
| Spagna      | Pedro Martínez          | 115      | 7              |
| Italia      | Fabio Fognini           | 129      | 8              |

* Ranking al 13 novembre 2023.

### Altri partecipanti
I seguenti giocatori hanno ricevuto una wild card per il tabellone principale:
- Pablo Andújar
- Martín Landaluce
- Carlos Taberner

I seguenti giocatori sono entrati in tabellone come alternate:
- Jozef Kovalík
- Marco Trungelliti

I seguenti giocatori sono passati dalle qualificazioni:
- Denis Yevseyev
- Oleksii Krutykh
- Carlos López Montagud
- Adrian Andreev
- Pierre-Hugues Herbert
- Miguel Damas

I seguenti giocatori sono entrati in tabellone come lucky loser:
- Salvatore Caruso
- Alejandro Moro Cañas

## Punti e montepremi
| Torneo    | Torneo              | V      | F     | SF    | QF    | 2T    | 1T    | Q | Q2  | Q1  |
| Singolare | Punti               | 100    | 60    | 36    | 20    | 9     | 0     | 5 | 2   | 0   |
| Singolare | Premi in denaro (€) | 16,020 | 9,415 | 5,555 | 3,240 | 1,900 | 1,160 | – | 580 | 290 |
| Doppio    | Punti               | 100    | 60    | 36    | 20    | –     | 0     | – | –   | –   |
| Doppio    | Premi in denaro (€) | 6,845  | 4,050 | 2,400 | 1,420 | –     | 800   | – | –   | –   |

## Campioni

### Singolare
Fabio Fognini ha sconfitto in finale  Roberto Bautista Agut con il punteggio di 3–6, 7–6(8), 7–6(3).

### Doppio
Andrea Pellegrino /  Andrea Vavassori hanno sconfitto in finale  Daniel Rincón /  Oriol Roca Batalla con il punteggio di 6–2, 6–4.